# Hôtel Novi de Caveirac
L'Hôtel Novi de Caveirac, appelé aussi Hôtel Chouleur, est un édifice civil de la ville de Nîmes, dans le département du Gard et la région Languedoc-Roussillon. Il est classé monument historique depuis 2004. 
L'intendant de la province du Languedoc y résidait lorsqu'il était à Nîmes.

## Localisation
L'édifice est situé 4bis, 6 rue Fresque.

## Historique
XIVe siècle : construction d'origine.
1660 : travaux pour Novi Léon, négociant, conseiller du roi.

1713 : les Novis deviennent seigneurs de Caveillac.

1773 : rénovations (façade, salon, etc.).

1856 - 1901 : les Mazel occupent l'Hôtel.

1901 - 1985 : l'architecte Chouleur occupe l'Hôtel (Hôtel Chouleur).

1985 : la mairie de Nîmes devient propriétaire.

## Architecture
La façade est très sobre et la cour intérieure de grande taille. 
L'hôtel dispose d'un bel escalier à quatre noyaux, de deux chambres à alcôve et de trois salons très décorés.